# Larry O’Brien Championship Trophy

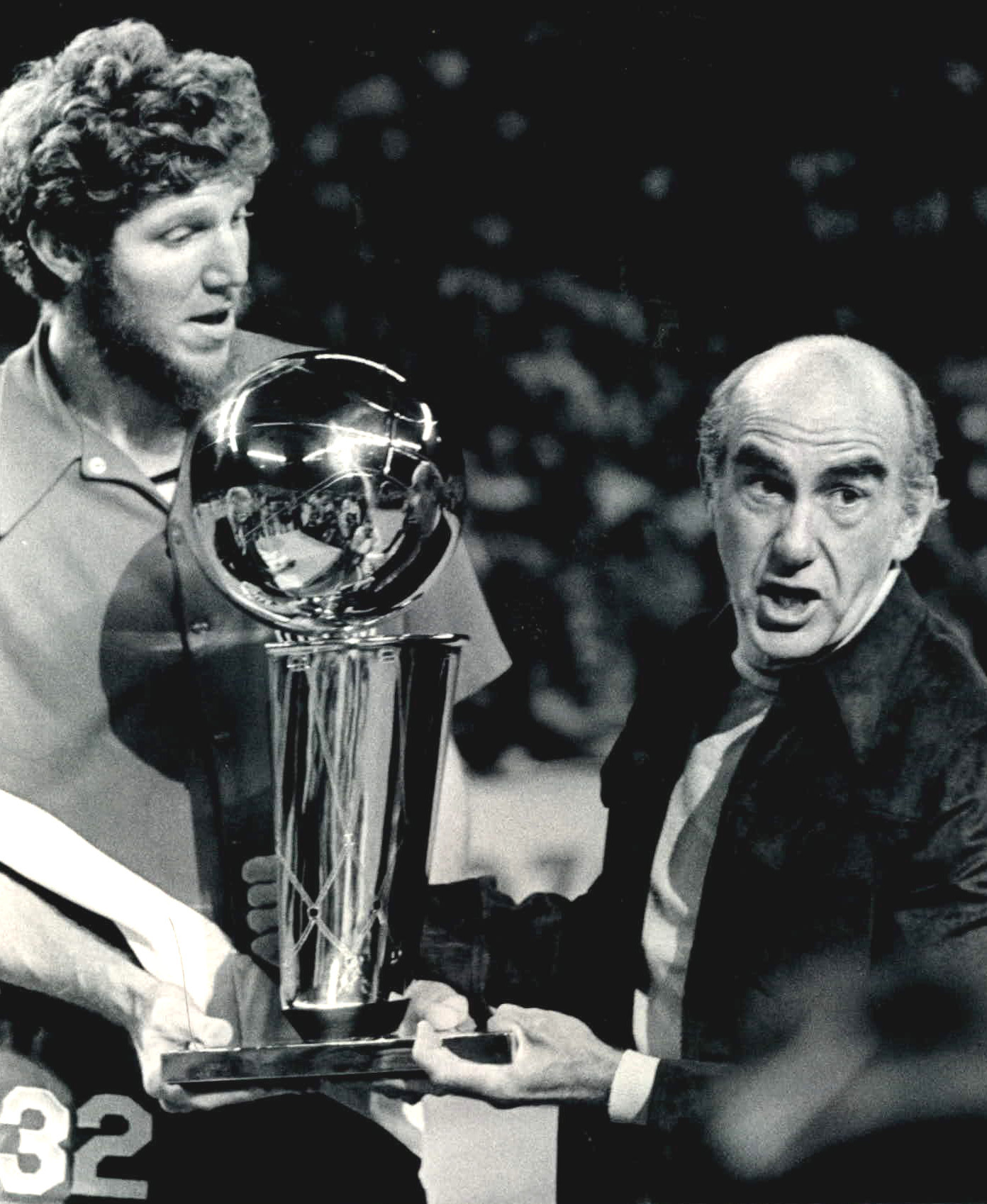
Die Trophäe in den Händen von Bill Walton (links) und Jack Ramsay (rechts) im Jahre 1977.

Die Larry O’Brien Championship Trophy ist die Meisterschaftstrophäe der amerikanischen Profi-Basketballliga National Basketball Association (NBA). Der Sieger wird nach Ende jeder regulären Saison durch die Play-offs ermittelt.

## Geschichte und Namensherkunft
Die ursprüngliche Meistertrophäe hatte zu Beginn der NBA keinen Namen und wurde nur World Championship Trophy genannt. Es wird angenommen, dass sie seit der Saison 1949/50 existierte. Erster Namensgeber war 1964 Walter A. Brown, der maßgeblich zur Gründung der NBA (Fusion zwischen der Basketball Association of America und der National Basketball League) beigetragen hatte. Damals war die Trophäe noch ein Wanderpokal und wurde Jahr für Jahr weitergegeben. Für die NBA-Finals 1978 wurde die Trophäe neu designt, behielt aber vorläufig den Namen Walter A. Brown Trophy.
Im Jahr 1984 wurde die Trophäe nach dem dritten NBA-Commissioner Larry O’Brien benannt, der von 1975 bis 1984 diesen Posten innehatte. Unter anderem durch die Fusion mit der American Basketball Association und dem ersten Vertrag mit einem Kabelfernseh-Anbieter machte die NBA unter seiner Führung einen großen Schritt nach vorne. Die Liga wurde damit in Sachen TV-Übertragung zum Vorreiter der amerikanischen Profiligen. Im Jahre 1991 wurde O’Brien in die Naismith Memorial Basketball Hall of Fame aufgenommen.
Zum 75-jährigen Bestehen der Basketball Association of America (BAA) und damit der NBA fand ein Rebranding aller Ligeninsignien in der Saison 2021/22 statt. Auch die Larry O’Brien Championship Trophy wurde leicht verändert.

## Design

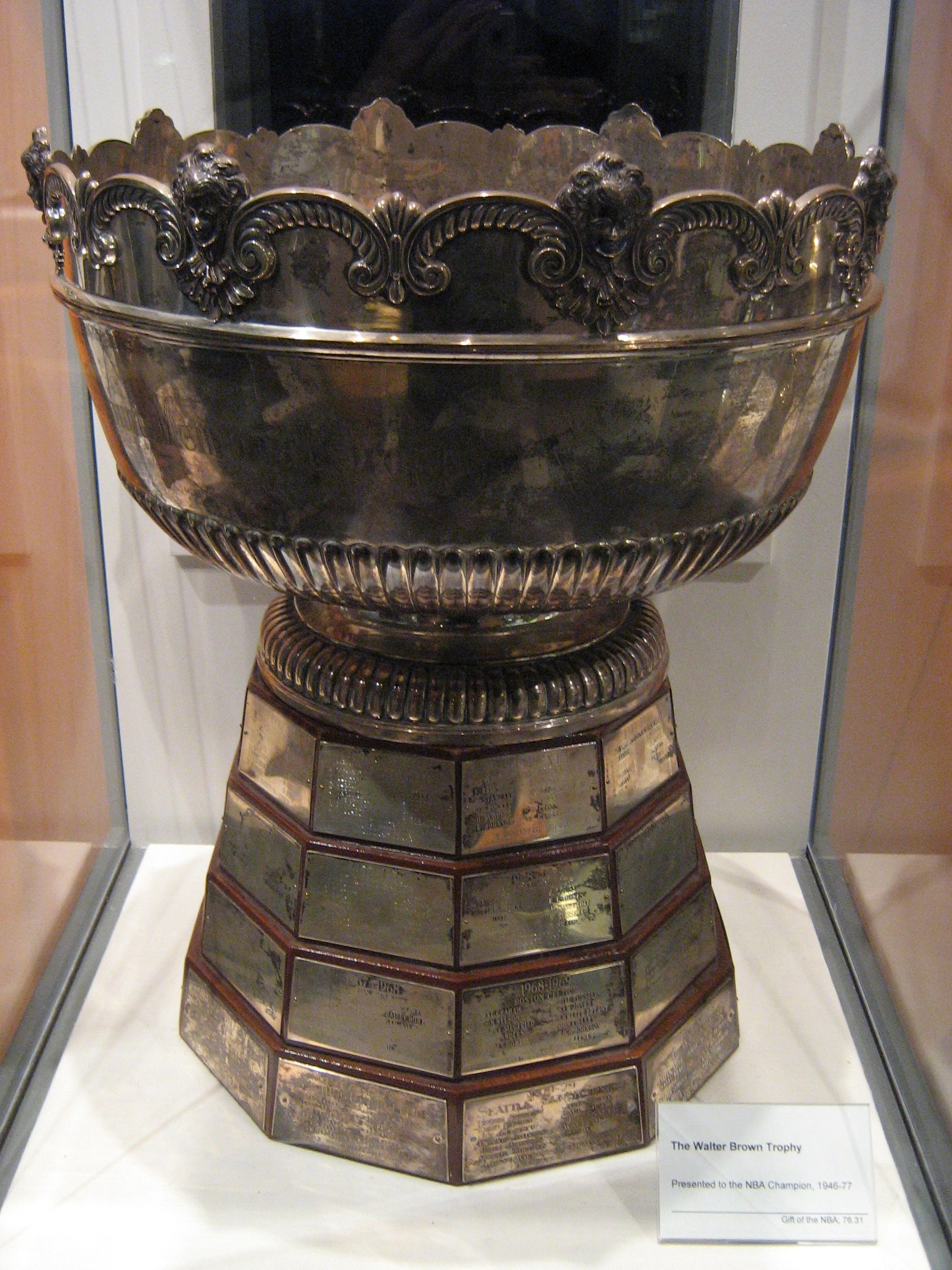
Die ursprüngliche Walter A. Brown Trophy.

Die redesignte Meistertrophäe von 1977 stellt einen Ball über einem Korb dar. Sie war zunächst ca. 60 cm hoch, wog ca. 18 kg und bestand wie auch heute aus Sterlingsilber. Die Oberfläche ist mit 22-karätigem Gold-Vermeil überzogen. Laut Aussage der NBA lag der Wert bei der Einführung der Trophäe bei ca. 10.000 $. Hergestellt wird die Trophäe vom amerikanischen Juwelier Tiffany & Co. Die Siegerteams dürfen die Trophäe nach der Übergabe behalten und ausstellen. Somit wird jedes Jahr eine neue Trophäe hergestellt, in die Siegerteam und Jahr des Titelgewinns eingraviert werden.
Die letzte Evolution der Larry O’Brien Championship Trophy ist ca. 65 cm hoch und wiegt gut 13 kg. Das Gold-Vermeil weist seit 2022 eine silberne Struktur auf, die das Netzgeflecht des Korbes und die Kanäle des Basketballs betonen soll. Die Achse der Flugbahn des Balles zeigt nun nach vorne, um den Fortschritt der Liga zu symbolisieren seit die Trophäe auf zwei Scheiben thront. In die obere sind die ersten 75 Meister eingraviert, die untere bietet Platz für Meisterschaftsgravuren bis mindestens zum hundertsten Jubiläum der NBA. Die Unterseite trägt das neue NBA-Finals-Logo.

## Bedeutung
Obwohl die Trophäe oft mit dem berühmten Stanley Cup – der Siegertrophäe der NHL – verglichen wurde, konnte sie nie deren öffentlichen Status erreichen. Um das zu ändern, begann die NBA damit, die Trophäe zu promoten und bekannter zu machen. Nach den NBA-Finals 2004 „tourte“ die Trophäe durch den ganzen US-Bundesstaat Michigan – dem Herkunftsstaat des Siegerteams Detroit Pistons. Im Jahr 2005 ging man noch einen Schritt weiter und machte eine „NBA Legends Tour“ daraus. Zusammen mit ehemaligen Siegern und Hall of Famern wie Julius Erving, Kareem Abdul-Jabbar oder Bill Russell wurde die Trophäe in verschiedenen Großstädten präsentiert – mit Möglichkeiten für die Fans, Autogramme zu erhalten und Bilder zu erstellen. In der virtuellen Welt von Second Life wurden 2007 die Headquarters der NBA freigegeben, womit die Fans die Chance hatten, im sogenannten Toyoto Larry O’Brien Trophy Room Fotos mit der Trophäe zu machen. Im August des gleichen Jahres verließ die Trophäe das erste Mal die USA und wurde im Zuge der NBA Madness Asia Tour in Hongkong ausgestellt.